# Kris Kohls
Kris Kohls (Nacido en Bakersfield, California 19 de mayo de 1972) es un baterista estadounidense más conocido como miembro de la banda de Adema y un peleador profesional de Artes marciales mixtas o MMA (por sus siglas en inglés). 
En sus comienzos Kris se unió a varias bandas Cradle of Thorns.  Se desarrolló como baterista en la década de los 90's. Fue fundador de Adema a principios del 2000 quienes rápidamente firmaron con Arista Records. Grabó varios discos para Adema, banda con cual sigue activa. 
Fuera de Adema, Kris también hizo aparición en otros proyectos musicales como Brides of Destruction, dirigido por Nikki Sixx de Mötley Crüe y Tracii Guns de LA Guns, lo cual tuvo que luego abandonar debido a su calendario de giras con Adema. 
Él también tiene una pasión por las artes marciales mixtas, y ha estado practicando durante diez años. Actualmente sólo tiene 4 peleas profesionales en MMA, pero tiene un cinturón púrpura en Jiu Jitsu Brasileño, otorgado por la Academia Gracie. Kris también es un cristiano devoto. 
Después de la reunión Adema en 2010, Kris trabajó en un disco solista de hip hop titulado "Don't Try Rock and Roll", lanzado en el 2011. 
Kris Kohls es patrocinado por Tama Drums y ha aparecido en varios artículos relacionados con técnicas de percusión.